# Заречное (Читинский район)
Заречное — село в Читинском районе Забайкальского края России. Входит в состав сельского поселения Новокукинское.

## География
Село находится в юго-западной части района, в пределах левобережной части долины реки Ингоды, на левом берегу реки Жипковщинской, на расстоянии примерно 25 километров (по прямой) к юго-западу от города Читы. 
Климат
Климат характеризуется как резко континентальный с продолжительной холодной малоснежной зимой и коротким тёплым летом. Среднегодовая температура воздуха составляет −4,3 — −2,5 °С. Средняя многолетняя температура самого холодного месяца (января) составляет −28 — −20 °С, температура самого тёплого (июля) — 15 — 18 °С. Среднегодовое количество осадков — 300—400 мм.
Часовой пояс
Село Заречное находится в часовой зоне МСК+6. Смещение применяемого времени относительно UTC составляет +9:00.

## Население
| 2021 |
| ---- |
| 0    |

## История
Решение образовать новый населённый пункт путём выделения из села Жипковщина было принято Законом  Забайкальского края от 25 декабря 2013 года. На федеральном уровне соответствующее наименование было присвоено Распоряжением Правительства России от 13 мая 2015 года № 860-р.